# 中国共产党历届中央委员大辞典
《中国共产党历届中央委员大辞典（1921～2003）》是中共中央组织部、中共中央党史研究室共同编纂的资料图书，140万字，记录中国共产党第一届至第十六届中共中央委员、中共中央候补委员1600余人的简历，2004年出版。